# Rakim Sanders
Rakim Sanders (Pawtucket (Rhode Island), 21 de junho de 1986) é um basquetebolista profissional estadunidense que teve como último clube o FC Barcelona Lassa disputando a Liga ACB e Euroliga. O atleta possui 1,93m e atua na posição Armador. 